# Baziaș, Caraș-Severin
Baziaș (în sârbă Базијаш, cu alfabetul latin: Bazijaš) este un sat în comuna Socol din județul Caraș-Severin, Banat, România.

## Așezare geografică
Dunărea intră în România la Baziaș.

## Istoric
În timpul Imperiului Austriac a fost amenajat portul Baziaș, care a fost conectat la Calea ferată Baziaș–Oravița în anul 1854. Aceasta a fost prima prima cale ferată de pe actual al României.

## Vestigii arheologice
- Urmele castrului roman Lederata.

## Personalități
- Gyula Semjén (1907 - 1956), scriitor, traducător literar.
- Petru Dumitriu (1924 - 2002), academician, romancier, scriitor.

## Legături externe

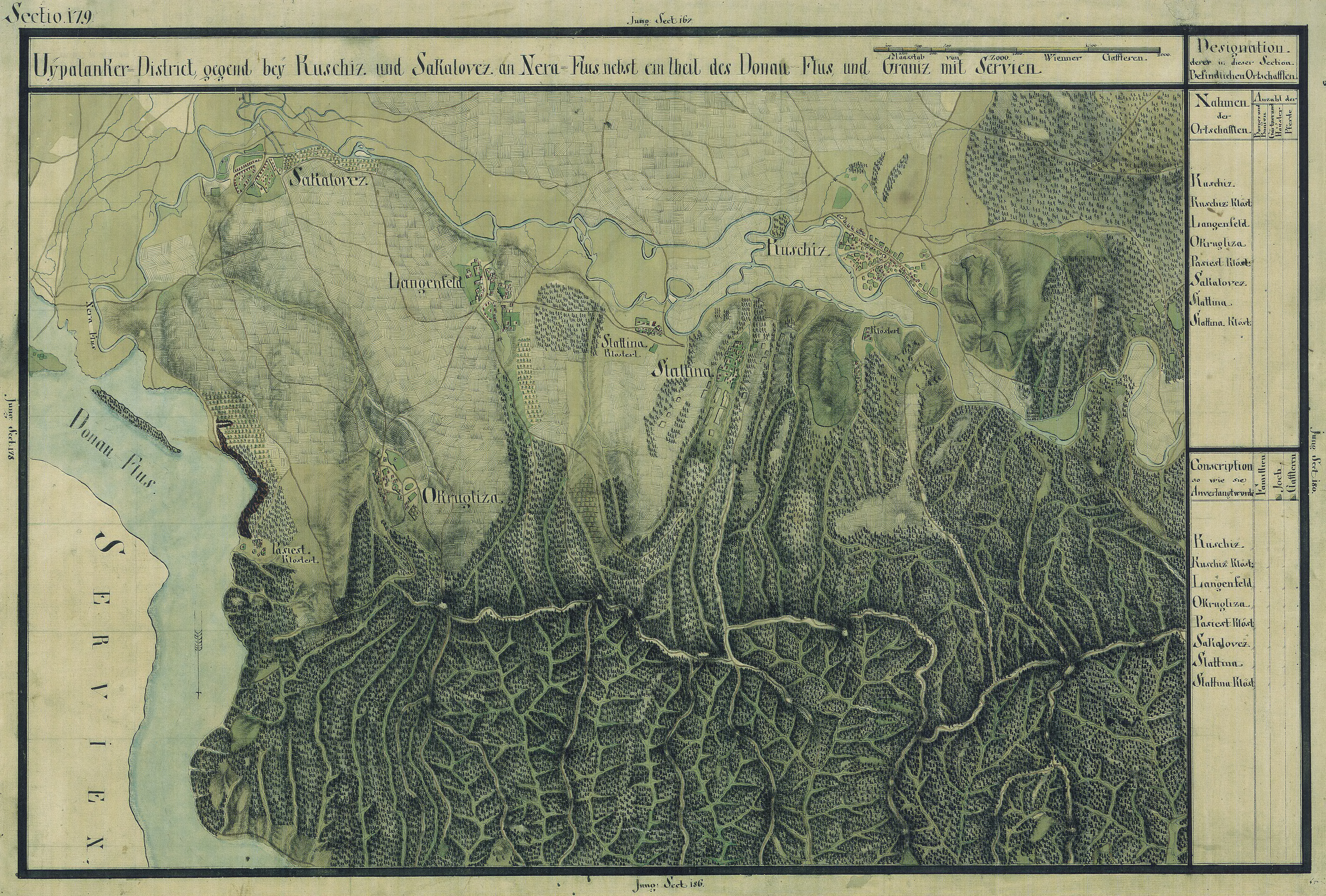
Baziaș în Harta Iosefină a Banatului, 1769-72